# IC 4592
IC 4592，或稱為藍馬頭星雲（Blue Horsehead Nebula），是一個位於天蠍座的反射星雲。該星雲外型類似獵戶座馬頭星雲，但因為被高溫恆星鍵閉照亮而呈現藍色。並且IC 4592在蛇夫座ρ星雲複合體附近。該星雲由愛德華·愛默生·巴納德發現於1895年3月23日。

## 外部連結
- IC 4592 in NASA/IPAC Extragalactic Database（页面存档备份，存于）
- IC 4592 in SIMBAD Database（页面存档备份，存于）
- IC 4592 at seds.org（页面存档备份，存于）
- NASA Astronomy Picture of the Day 2013 April 02（页面存档备份，存于）
- WikiSky上关于IC 4592的内容：DSS2, SDSS, GALEX, IRAS, 氢α, X射线, 天文照片, 天图, 文章和图片